# Shower Posse
Shower Posse è un cartello della droga e organizzazione criminale di ispirazione mafiosa nata nella seconda metà del XX secolo in Giamaica e in seguito estesasi oltremare in alcune metropoli statunitensi soggette all'immigrazione dai paesi caraibici.
Fa parte di una più vasta coalizione indipendente di bande di strada e cartelli nota come mafia giamaicana o Jamaican Posse, caratterizzata dall'inaudito uso della violenza e la cui presenza si fa sentire maggiormente nelle comunità caraibiche britanniche e statunitensi.
Sul significato del nome (let. posse=gruppo e shower=doccia) ci sono diverse teorie. Si pensa che "doccia" indicasse la pioggia di doni data dai politici del Partito Laburista Giamaicano (che, a dispetto del nome, è un partito di destra) governanti ai trafficanti in cambio della loro protezione e sostegno, ma secondo altri doccia avrebbe un significato ben più semplice: le scariche di proiettili sui nemici.

## Storia

### Le origini
Gli Shower Posse sono uno dei tanti cartelli della droga facenti parte di una più vasta organizzazione criminale internazionale sempre di origini giamaicane nota come mafia giamaicana o Jamaican Posse (lett. combriccola giamaicana, gruppo armato giamaicano), che è presente con diverse bande sia in Giamaica che negli Stati Uniti.
Comunque, il cartello Shower fu costituito intorno agli anni '70 per lanciare e supportare la carriera politica del Partito Laburista Giamaicano, con il quale ancora oggi intrattiene rapporti e legami.
Presto gli affari di droga non poterono più sostenersi sulla sola e ristretta comunità giamaicana, così, attraverso una massiccia immigrazione causata dalla povertà, un gran numero di criminali espatriarono nell'America del Nord iniziando a creare un piccolo circuito di traffico di stupefacenti interconnesso con gli Shower Posse.
Un signore della droga molto importante e figura di rilievo in questa tratta fu senza dubbio Vivian Blake, il quale si preoccupò di gestire un traffico molto intenso di droga tra Canada, Stati Uniti e Giamaica, insediando la propria centrale d'affari a New York.

### Anni '80
L'apice della banda di narcotrafficanti si ebbe nella cosiddetta epidemia del crack, periodo storico degli Stati Uniti caratterizzato da un alto tasso di criminalità e reati violenti legati in particolar modo al diffondersi in maniera capillare e fuori controllo di crack e tra le altre, cocaina. In questo arco di tempo, Posse fu una delle bande dedite al traffico di stupefacenti più attive e si rese protagonista di centinaia di omicidi nelle "guerre della cocaina" degli anni '80.

### Anni 2000
Negli anni successivi Shower Posse è attiva principalmente a New York, ma ha affari anche nel resto della nazione con traffici di marijuana e crack e contrabbando d'armi in New Jersey e Pennsylvania dove è una delle più potenti organizzazioni operanti. È inoltre presente in Canada, particolarmente attiva a Toronto.
In Giamaica il gruppo è ancora molto forte ed è controllato da Christopher Coke, detto "Dudus", il quale detiene anche una certa influenza e protezione politica per via dei suoi legami con esponenti del Partito Laburista Giamaicano, del quale è un simpatizzante. Coke è ricercato negli Stati Uniti per reati connessi a traffico di stupefacenti, uso e traffico d'armi, e su di lui pende un mandato d'estradizione, firmato dopo un anno di tensione tra Giamaica e Stati Uniti.

#### Scontri di Kingston
Il contesto generale della situazione riguarda un mandato d'estradizione per gli Stati Uniti del criminale ricercato Christopher Coke rifiutato dal primo ministro Bruce Golding nel 2009. Al rifiuto ne seguì un periodo di relativo gelo tra i due Paesi e l'annullamento temporaneo di un prestito di 1,27 miliardi di dollari deliberato in febbraio da parte del Fondo Monetario Internazionale, previsto per aiutare l'economia della Giamaica.
La tensione salì dopo che l'opposizione del governo in carica scoprì e rese pubblico un accordo tra Golding e lo studio legale Manatt, Phelps & Phillips del valore di 400 000 $ in base al quale l'impresa avrebbe dovuto rappresentare il governo giamaicano in una possibile disputa con gli Stati Uniti, e per la cui realizzazione il governo avrebbe fatto pressione sulle principali istituzioni affinché la situazione venisse ulteriormente peggiorata.
Dopo un periodo di tira e molla, il primo ministro Bruce Golding annunciò sulle reti nazionali, il 17 maggio, che il Ministro della Giustizia avrebbe firmato l'estradizione di Coke, chiedendo pubblicamente scusa al popolo giamaicano per le vicende accadute in quei mesi.
Il 24 maggio 2010 a Kingston (Giamaica) sono esplosi dei violenti scontri tra le forze dell'ordine, malviventi vari e membri del Shower Posse, banda di narcotrafficanti controllata da Christopher Coke. In seguito il governo giamaicano ha autorizzato l'estradizione di Coke per gli Stati Uniti, dove è ricercato per criminali legati a droga e traffico d'armi. Dopo che le violenze si sono intensificate, in due quartieri periferici della capitale giamaicana è stato dichiarato lo stato d'emergenza; le donne e i bambini sono stati evacuati dalle zone più ad alto rischio e in quelle dove è in atto la sommossa.
Tre commissariati sono stati attaccati con armi da fuoco da vari membri delle associazioni criminali di Kingston. Negli attacchi, due agenti sono rimasti uccisi e uno dei commissariati è stato dato alle fiamme dopo che gli agenti furono costretti a evacuare dall'edificio a causa delle munizioni finite.
Nella giornata incandescente, un altro agente è rimasto ferito insieme a un civile. Golding, in relazione agli scontri ha tenuto una seduta al Parlamento annunciando lo stato d'emergenza della durata di un mese in tutta la capitale e nella contigua città di Saint Andrew, per timore che gli sconti possano estendersi anche lì, e il dispiegamento di forze per combattere la criminalità: «Al crimine non sarà permesso di trionfare. Le minacce contro la sicurezza del nostro popolo saranno represse in modo forte e deciso» e che «questo sarà un punto di svolta per la nazione: ossia la battaglia con le forze del male che hanno penalizzato la società e hanno fatto guadagnare a Kingston la poco invidiabile fama di essere una delle capitali con il più alto tasso di omicidii al mondo. Dobbiamo far fronte a questo criminale con determinazione e risolutezza».
Nei quartieri ad alto tasso di criminalità, nonché sotto il controllo diretto dei narcotrafficanti, come Tivoli Gardens e in generale la West Kingston, i criminali hanno realizzato barriere con cassonetti, veicoli e oggetti veri per far fronte agli attacchi della polizia e rendere inarrivabile qualsiasi possibile intervento delle autorità.
Si pensava che Coke si nasconda a Tivoli Gardens.
Il Dipartimento di Stato degli Stati Uniti in un comunicato ha tenuto a sconsigliare ai propri cittadini soggiorni e viaggi nell'area di Kingston e dintorni a causa delle violenze e per timori di ulteriori disagi.
Dopo due giorni di scontri, il 25 maggio è stato chiuso l'aeroporto a causa della situazione fuori controllo che ha portato all'uccisione di 30 persone e l'arresto di 211, tra cui anche sei donne, roghi, incendi e attacchi alla polizia in tutta Kingston.